# Hemitheinopsis pteroglauca
Hemitheinopsis pteroglauca là một loài bướm đêm trong họ Geometridae.